# ناتالي تشونغ
ناتالي تشونغ هي مذيعة أخبار وصحفية ومقدمة تلفزيونية كندية، ولدت في 1962 في تورونتو في كندا.